# Ostry dyżur (album)
Ostry dyżur – drugi album studyjny zespołu Grupa Operacyjna, wydany 7 maja 2007 roku. Płytę promują single: Nie będzie niczego, Bądź sobą i Świr. Na płycie wystąpili gościnnie: Krzysztof Kiljański, Mezo oraz DMF i ReZO.
W 2008 roku album uzyskał nominację do nagrody polskiego przemysłu fonograficznego Fryderyka w kategorii "najlepszy album hip-hop/R&B".

## Lista utworów
1. Intro
2. Miejsce dla wariatów
3. Bądź sobą
4. Nie będzie niczego
5. Świr
6. Kompleksy
7. Stawka większa niż życie (gościnnie: Mezo)
8. Róże
9. Północ (gościnnie: Krzysztof Kiljański)
10. Prymityw
11. Wysokie kwoty
12. Toast
13. Ojczyzna
14. Mikrofon pod napięciem (gościnnie: DMF & ReZO)